# Порту-да-Круш
Порту-да-Круш (порт. Porto da Cruz) — район (фрегезия) в Португалии, входит в округ Мадейра. Расположен на острове Мадейра. Является составной частью муниципалитета Машику. Население составляет 2793 человека на 2001 год. Занимает площадь 25,13 км².